# Achabou
Achabou é uma cidade e comuna localizada na província de Bordj Bou Arreridj, Argélia. De acordo com o censo de 1998, a cidade tinha uma população de aproximadamente 19 530 habitantes.